# デヴィッド・ヘンツェル
デヴィッド・ヘンツェル（David Hentschel、1952年12月18日 - ）は、イングランドのレコーディング・エンジニア、作曲家、音楽プロデューサーである。
ジョージ・ハリスンの『オール・シングス・マスト・パス』やエルトン・ジョンの『黄昏のレンガ路』のほか、ジェネシス、トニー・バンクス、リンゴ・スター、クイーン、ナザレス、マーティ・ウェブ、アンディ・サマーズ、マイク・オールドフィールド、ルネッサンス、ピーター・ハミル、ロニー・キャリルなどのアーティストの作品のエンジニアを担当した。映画音楽の作曲でも知られている。

## 略歴
ヘンツェルはサセックスで生まれた。
彼のキャリアはロンドンのトライデント・スタジオで始まった。最初はアシスタントを務めていたが、その後、社内プロデューサーの1人となった。エンジニアとプロデュースのクレジットに加えて、ナザレス、パイロット、ビザンチウムなど様々なバンドの作品で、初期のシンセサイザーを演奏した。さらに、エルトン・ジョンの「ロケット・マン」（1972年）やアルバム『黄昏のレンガ路』（1973年）の「葬送〜血まみれの恋はおしまい（Funeral for a Friend ）」など、いくつかの有名な作品のレコーディングでもシンセサイザーを演奏した。「葬送」では初期のアナログ・シンセサイザーであるARP 2500を駆使して、その音色の感覚と効果を生み出した。
1974年にトライデントを去った後、リンゴ・スターが設立するも短命に終わったRing O' Recordsから、1975年にアルバム『Startling Music』を発表した。同アルバムはスターのアルバム『リンゴ』(1973年）に収録された曲のインストゥルメンタル・カバーで構成され、フィル・コリンズ、デヴィッド・コール、ロニー・キャリル、ジョン・ギルバート、そしてスターのパフォーマンスをフィーチャーした。「Oh My My」のインストゥルメンタル/キーボード・バージョンのシングルを発表した。
その後、ジェネシスとのコラボレーションを成功させ、『トリック・オブ・ザ・テイル』（1976年）から『デューク』（1980年）まで4作のアルバムを生み出した。
また、ルイス・ギルバート監督の『暁の7人』（1975年）、『Seven Nights in Japan』（1976年）、『リタと大学教授』（1983年）、マイケル・アプテッド監督の『The Squeeze』（1977年）といった映画のスコアを作曲した。
1983年には、作詞家のドン・ブラックと組んで、ドラムにフィル・コリンズ、バック・ボーカルにキキ・ディーといった才人を迎えて、マーティ・ウェブのアルバム"I'm Not That Kind of Girl"を発表した。しかし商業的には失敗に終わり、ウェブのポリドールにおける最後のアルバムとなった。
1985年にロサンゼルスに移り、最初の専用MIDIスタジオの1つを設立し、エンソニックと協力して楽器やカスタム・サウンドの開発に取り組んだ。
1987年、アンディ・サマーズの初のソロ・アルバム『XYZ』（MCAレコード）の制作に参加。それを皮切りに、インストゥルメンタル主体のアルバム『ミステリアス・バリケーズ』（Private Music、1988年）、『ザ・ゴールデン・ワイヤー』（Private Music、1989年）、『チャーミング・スネークス』（Private Music、1990年）、『シンエスシィージア』（CMPレコード、1995年）で共同プロデュースとエンジニアリングを担当し、曲によってはキーボードとシンセサイザーを演奏しドラムのプログラミングを行なった。
1988年、フュージョン・バンドのイエロージャケッツのアルバム『ポリティックス』のプロデュースとエンジニアを担当した。同アルバムはグラミー賞を受賞した。
アウト・オブ・エデン、ジェニファー・ナップ、ポイント・オブ・グレイス、P.O.D.など、数多くのコンテンポラリー・クリスチャン・ミュージック・アーティストのエンジニア、ミュージシャン、プロデューサー、アレンジャーとして働いている。最近、ロサンゼルスでレコーディングされたアート・イン・アメリカというプログレ/ハープ・バンドをプロデュースした。彼はまた、新しいアーティストの育成にも深く関わっている。
現在はイギリスに住んでおり、大西洋の両側でプロデュース、作曲、アレンジを続けている。

## ディスコグラフィ

### リーダー・アルバム
- Startling Music (1975年、Ring O') ※フィル・コリンズ（ドラム、パーカッション）、デヴィッド・コール（ドラム）、ロニー・キャリル（ギター）、Jack D. Glenliver（フィンガー・クリック）、リチャード・スターキー（フィンガー・クリック）参加
- Educating Rita (1983年、Mercury) ※映画サウンドトラック[16]